# Tronco (anatomia)
Em anatomia, o tronco ou torso é a parte central do corpo de vários animais (incluindo o ser humano), de onde se projetam a cabeça e os membros.
Está subdividido na caixa torácica (ou, ainda, tórax) e no abdómen. Estas duas partes (que internamente são a cavidade torácica e a cavidade abdominal) estão separadas por um músculo em forma de abóbada - o diafragma.
O tórax é a parte superior (ou anterior) do tronco, indo da base do pescoço até ao diafragma. A cavidade torácica alberga a maior parte do sistema respiratório e o coração, protegidos por uma armação óssea que liga o esterno à coluna vertebral através das costelas. Esta estrutura é modificada durante os movimentos respiratórios graças à ação dos músculos intercostais e do diafragma.

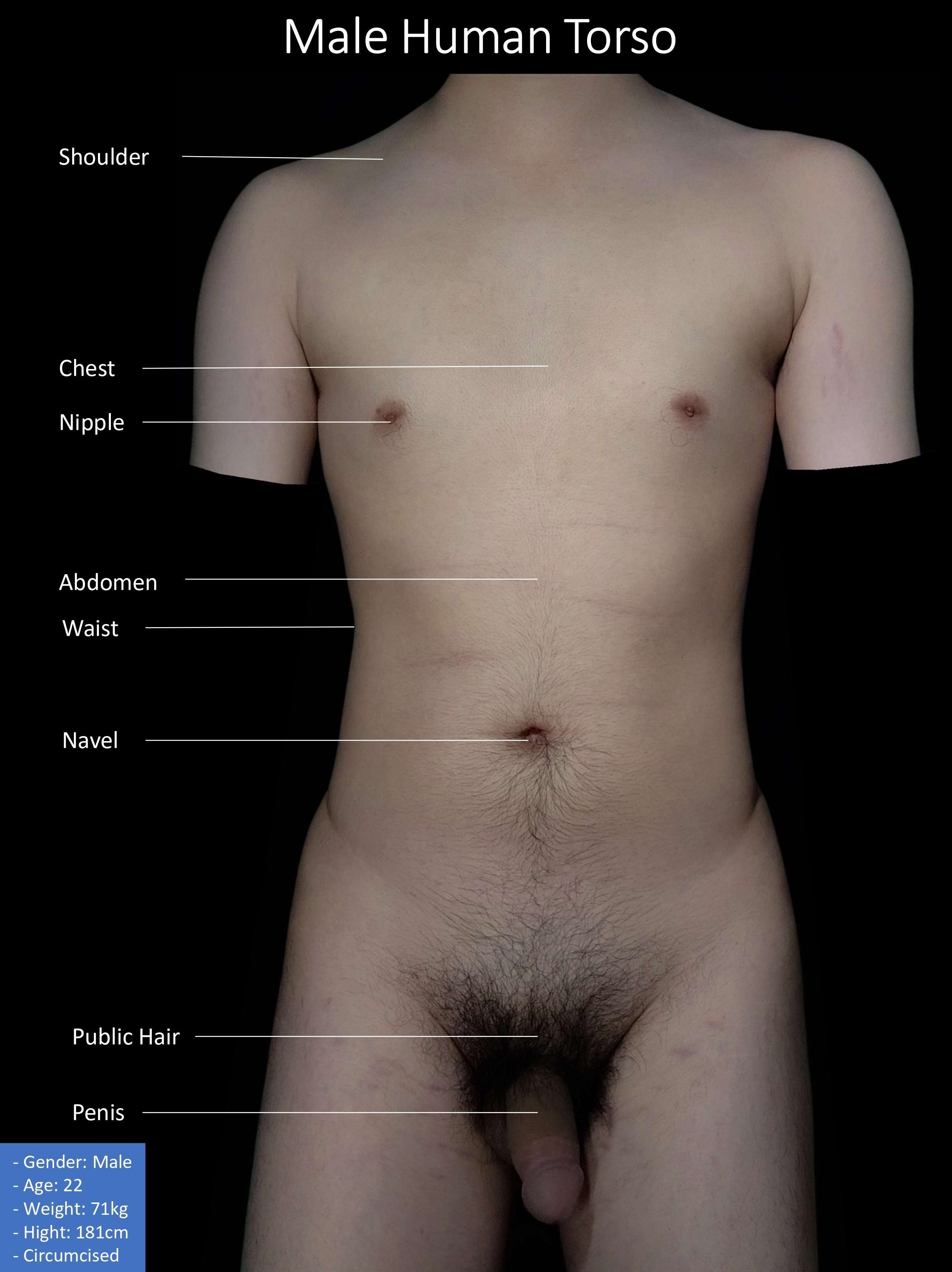
Torso macho

O abdómen, ou seja, a parte inferior (anterior) do tronco, abaixo ou atrás do diafragma, alberga os órgãos do sistema digestivo, do sistema urinário e, especialmente no caso das mulheres, os órgãos sexuais internos. Ao contrário da caixa torácica, o abdómen não tem uma estrutura óssea, mas os órgãos dos sistemas referidos são protegidos por um complexo de tecidos, entre os quais o mais importante é o peritoneu e várias camadas de músculos.

## Anatomia

### Humanos

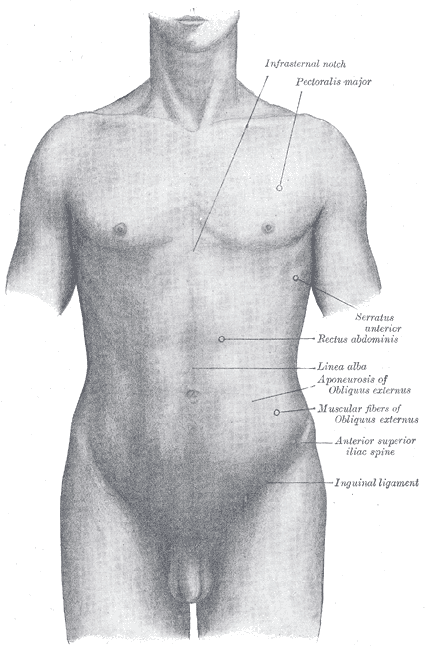
Anatomia da superfície da frente do tórax e abdômen (Gray's Anatomy, 1918).

Em humanos a maioria dos órgãos críticos está alojada dentro do torso. Na parte superior do tórax, o coração e os pulmões são protegidos pela caixa torácica, e o abdômen contém a maioria dos órgãos responsáveis pela digestão: o estômago, que decompõe os alimentos parcialmente digeridos via ácido gástrico; o fígado, que produz respectivamente a bile necessária à digestão; os grandes e pequenos intestinos, que extraem os nutrientes dos alimentos; o ânus, do qual os resíduos fecais são eliminados; o reto, que armazena fezes; a vesícula biliar, que armazena e concentra a bile; os rins, que produzem urina, os ureteres, que a passam para a bexiga para armazenamento; e a uretra, que excreta a urina e, no homem, passa os espermatozoides pelas vesículas seminais. Finalmente, a região pélvica abriga os órgãos reprodutores masculino e feminino.

#### Suprimento de sangue
A principal artéria que vasculariza o tronco é a aorta descendente que se subdivide nas aortas torácica e abdominal.

#### Suprimento de nervos
Os órgãos, músculos e outros conteúdos do torso são fornecidos por nervos, que se originam principalmente como raízes nervosas das partes torácica e lombar da medula espinhal. Alguns órgãos também recebem um suprimento nervoso do nervo vago. A sensação na pele é fornecida por:
- Ramos cutâneos laterais;
- Ramos cutâneos dorsais.

#### Músculos
Os músculos do tronco podem ser organizados em seis grupos:
1. Músculos profundos das costas (intrínsecos);
2. Músculos suboccipitais;
3. Músculos do tórax;
4. Músculos do abdômen;
5. Músculos da pélvis;
6. Músculos do períneo.

#### Ossos
O tronco é formado por sete conjunto de ossos, sendo eles:
- Coluna vertebral;
- Escápula;
- Clavículas;
- Costelas;
- Esterno;
- Ossos ilíacos;
- Atlas e áxis;